# Carlos Alberto Carvalho dos Anjos Junior

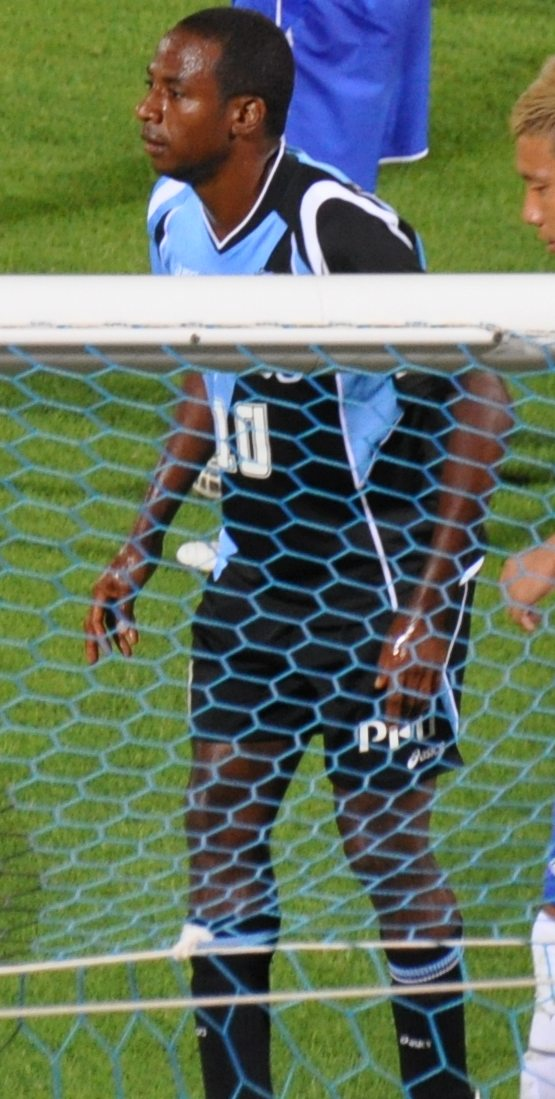

Carlos Alberto Carvalho dos Anjos Junior (Salvador, 15 september 1977) is een Braziliaans voetballer die speelt als aanvaller bij het Japanse Kashima Antlers. Hij was in 2007 topscorer van de J-League de Japanse competitie.
| seizoen     | club              | land     | wed. | goals |
| ----------- | ----------------- | -------- | ---- | ----- |
| 1996/98     | Bahia             | Brazilië | ?    | ?     |
| 1999        | Vila Nova         | Brazilië | ?    | ?     |
| 2000        | União São João    | Brazilië | ?    | ?     |
| 2000/02     | Palmeiras         | Brazilië | 55   | 6     |
| 2003-2011   | Kawasaki Frontale | Japan    | 355  | 214   |
| 2012        | Kashima Antlers   | Japan    | ?    | ?     |
| Bijgewerkt: | 01-02-2012        | Totaal   | 410  | 220   |

## Erelijst
- Topscorer van de J-League
- J-League beste elf